# Jakob von Petrowicz
Jakob Ritter von Petrowicz, (Iacob cavaler de Petrovici, n. 24 iulie 1815, Bosanci – d. 17 noiembrie 1869, Vrânceni, înmormântat la Cernăuți) dintr-o familie de moșieri bucovineni de origine armeană, a fost un politician bucovinean, primul primar autonom de Cernăuți (votat exclusiv de membri dietei) și vice-mareșal al Ducatului Bucovinei pe timpul Imperiului Habsburgic și Imperiului Austro-Ungar.

## Familie
Politicianul a fost al 4-lea și astfel cel mai tânăr copil al soților Nicolae Ignațiu de Petrowicz (n. 14 decembrie 1763 – d. înainte de 1817) și Ana Romașcan (n. 12 februarie 1777). Pe lângă două surori a mai avut frate pe Petru (d. 26 ianuarie 1868, Viena), colonel în Armata Habsburgică care în calitate de comandant al regimentului său, s-a distinsese mai ales în Bătălia de la Custozza (1866) și a câștigat un merit remarcabil. La 6 aprilie 1817, tatăl său a fost înnobilat post mortem împreună cu frații și verii lui drept moșieri ereditari de Stănc(ă)uți [?], (germană Stankoutz), și de Zadobruvca, pe atunci districtul Cozmeni, de către împăratul Francisc I al Austriei.
Jakob a fost căsătorit cu Antonina (Antonia) de Mikuli (n. 1826, d. 1 februarie 1911), cu care a avut 5 copii: Elena (Romașcan, 1850-1938), Ștefania (Hurmuzachi, 1852-1912); Ioana Iosefina (Kapri de Merecey, n. 1855) Alexandru Petru (n. 10 martie 1857) și Eugenia Ana Maria (Abrahamowicz, n. 6 aprilie 1861). Antonia a fost sora renumitului compozitor și pianist armeano-român Carol de Mikuli.

## Biografie

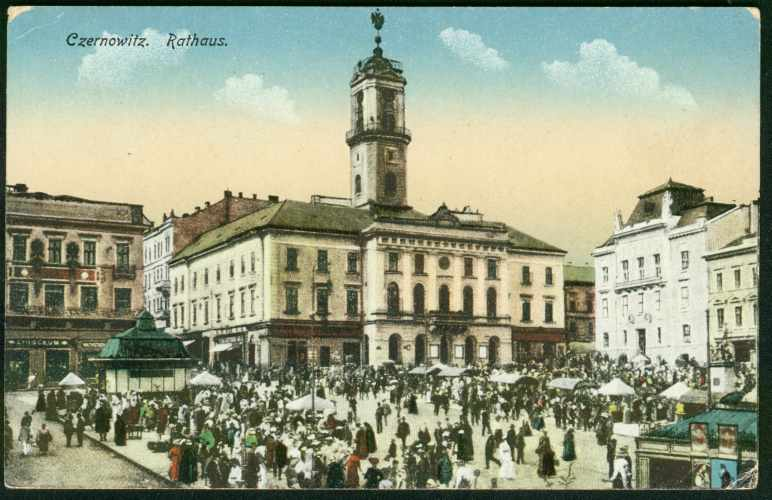
Primaria de la Cernăuți pe la 1900

Jakob s-a născut în Bosanci, o comună la 8 km de Suceava. A fost educat mai întâi acasă, apoi a urmat școala primară la Suceava înainte de a absolvi liceul din Cernăuți în 1831. După aceea s-a dedicat conducerii moșiei părinților săi - împreună cu fratele său dr. Christof de Petrowicz - și s-a dezvoltat într-unul dintre fermierii de frunte din Bucovina. După căsătorie, a preluat și moșia soției la Vrânceni (aprox. 40 km nord de Cernăuți).
Ca proprietar mare de pământ, a fost primit în consiliul municipal de Cernăuți în 1864 și deja la 14 septembrie 1864 (depunerea jurământului a avut loc pe 13 octombrie al anului) a fost ales primar al orașului cu 37 din 48 voturi, fiind primul primar autonom de Cernăuți, adică votat exclusiv de membri dietei. Astfel, Jakob von Petrowicz s-a mutat în primăria, care a fost construită între 1842 și 1847 pe un teren (Ringplatz) care aparținea familiei sale. Mandatul său v-a rămâne în amintire, în special datorită extinderii drumurilor și a autorităților municipale (pompieri, poliție) precum și a reformelor în administrația locală. Sursele evidențiază, de asemenea, abordarea sa atentă și energică în 1866, când foamea și tifosul, care au afectat în primul rând clasele mai sărace, au devastat orașul. Petrowicz a reușit să atenueze această nevoie prin strângerea de fonduri în rândul populației bogate și prin propriile sale mijloace.
Întrucât nu s-a mai putut dedica vocației sale originare, anume conducerea patrimoniului său, a decis să renunțe la primărie după ce mandatul său a fost încheiat în 1866. În cuvântarea sa de rămas bun a spus: „De trei ani m-am dedicat conștiincios primăriei și cred că am pus destul de mult totul în ordine. Succesorul meu ar trebui să urmeze la fel de viguros calea pe care am urmat-o pentru a atinge obiectivul stabilit.” Succesorul său, Anton Kochanowski von Stawczan i-a adus deja un omagiu ca figură formativă a orașului imediat după predarea funcției.

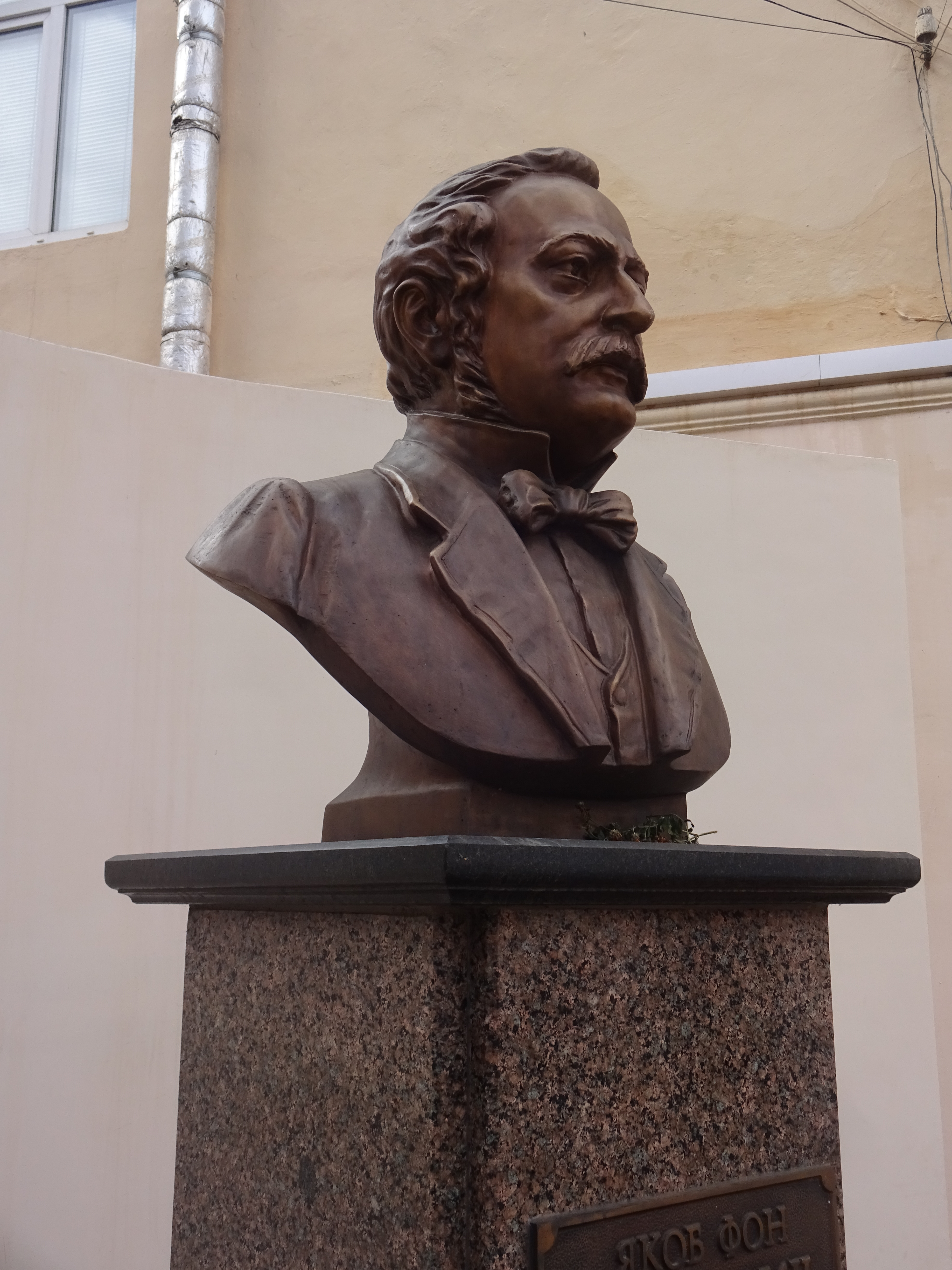
Bustul lui Jakob von Petrowicz

Totuși, Petrowicz a fost desemnat vice-mareșal al Ducatului Bucovinei sub conducerea lui Eudoxiu de Hurmuzachi de către împăratul Franz Joseph al Austriei la 17 februarie 1867, iar pe 20 decembrie 1868, împăratul l-a demis din această funcție la cererea politicianului, cauzată sănătății sale atacate, și l-a onorat cu Ordinul Coroanei de Fier de clasa a 3-a. Succesor a fost numit Anton Kochanowski von Stawczan.
În urma unei boli, cavalerul de Petrowicz a murit cu numai 54 de ani la moșia sa din Vrânceni.
Referințe pentru biografie:
Mormântul cavalerului von Petrowicz a fost, corespunzător originii sale, mai elaborat în funcție, dar a și corespuns noului spirit al timpului, a unei nevoi crescânde de proiectare reprezentativă a monumentelor funerare. De mai multă importanță pentru comemorarea sa publică ar fi fost un monument ridicat în onoarea lui, decis în 1884, dar nerealizat niciodată.

## Onoruri
- Ordinul Coroanei de Fier de clasa a 3-a (1868)

## Familia Petrowicz și familia Hurmuzachi
Ștefania, fiica cavalerului Jakob de Petrowicz, s-a măritat la 5 iunie 1864 cu Eudoxiu baron (1881) de Hurmuzachi (1845-1931), jurist, căpitan de județ, membru al Dietei Bucovinei (11 februarie 1890-7 septembrie 1900), fiul lui Gheorghe (1817-1882), deputat al Consiliului Imperial (Reichsrat) precum a Dietei Bucovinei, căsătorit cu Eufrosina de Flondor (n. 30 martie 1826 - d. 16 ianuarie 1899), care a fost fratele renumitului politician român și austriac, Eudoxiu de Hurmuzachi.